# Robert Biket
Robert Biket (XII secolo – XIII secolo) è stato uno scrittore inglese di origine anglo-normanna.
È conosciuto per essere l'autore di le lai du Cor, un'opera del ciclo arturiano, parodia degli ideali cavallereschi, che narra la storia di un corno (usato nel Medioevo per servire bevande nelle locande) che non vuole servire gli uomini traditi dalle loro mogli.
Si può ritenere che in qualche modo abbia influenzato molta della letteratura dell'epoca.
A sa bouche le mist

Kar beivre le quida,

Mes sour lui le versa

Cuntreval desk'as pez:

En fut li rois irrez»